# For Your Entertainment (singolo)
For Your Entertainment è un brano di Adam Lambert, proveniente dall'album omonimo, pubblicato come primo singolo il 3 novembre 2009. Il brano è stato scritto da Claude Kelly e Dr. Luke.

## Tracce
Digital download
1. "For Your Entertainment" – 3:35

Remixes
1. "For Your Entertainment" (Bimbo Jones Vocal Mix) - 6:29
2. "For Your Entertainment" (Brad Walsh Remix) - 4:56

## Video
Il video è stato presentato in anteprima sul sito ufficiale di Lambert il 24 novembre 2009. Le riprese sono durate un giorno, il 15 novembre, e si sono svolte in un hotel a Los Angeles. È stato diretto da Ray Kay.

## Classifiche
| Classifica    | Posizione massima |
| ------------- | ----------------- |
| USA           | 61                |
| Canada        | 2                 |
| Regno Unito   | 37                |
| Australia     | 34                |
| Nuova Zelanda | 10                |
| Finlandia     | 5                 |
| Giappone      | 2                 |